# Willow Creek (film)
Pour plus de détails, voir Fiche technique et Distribution.
Willow Creek est un film américain réalisé par Bobcat Goldthwait sorti en 2013.

## Fiche technique
- Titre original : Willow Creek
- Réalisation : Bobcat Goldthwait
- Scénario :
- Production :
- Société(s) de production :
- Société de distribution :
- Photographie :
- Musique :
- Genre(s) : Film d'horreur
- Durée :
- Dates de sortie :
  -  États-Unis : 29 avril 2013 (Boston Independent Film Festival) / 26 juillet 2013 (Blue Whiskey Independent Film Festival)
  -  Canada : 29 juillet 2013 (Fantasia Film Festival) / 27 septembre 2013 (Festival international du film de Vancouver)
  -  Allemagne : 14 septembre 2013 (Oldenburg Film Festival)
  -  États-Unis : 6 juin 2014

## Distribution
- Alexie Gilmore : Kelly
- Bryce Johnson : Jim
- Peter Jason : Ranger Troy Andrews